# Лазарев, Николай Иванович (Герой Советского Союза)
Николай Иванович Ла́зарев (18 июля 1926, хутор Карама, Зилаирский кантон, Башкирская АССР — 28 января 1998) — автоматчик моторизованного батальона 24-й танковой бригады 5-го танкового корпуса 3-й ударной армии 2-го Прибалтийского фронта, ефрейтор, Герой Советского Союза (1990).
Последний уроженец башкирской земли, удостоенный звания Героя Советского Союза.

## Биография
Родился в русской крестьянской семье. В 1931 его семья была раскулачена и выслана на поселение в Сибирь, на заимку Толзос, близ города Новокузнецка Кемеровской области. Окончил 10 классов.
В Красной Армии с сентября 1943 года, на фронтах Великой Отечественной войны — с июля 1944.
18 сентября 1944, будучи автоматчиком моторизованного батальона 24-й танковой бригады (5-й танковый корпус, 3-я ударная армия, 2-й Прибалтийский фронт), в бою за населённый пункт Скудрес Латвийской ССР, отражая контратаку противника, поддерживаемую тяжёлыми танками, противотанковой гранатой подбил головной «Тигр», чем обеспечил успешную атаку батальона, уничтожившего не менее взвода гитлеровцев. В ноябре 1944 был представлен к званию Героя Советского Союза, но награждён орденом Славы III степени (16 ноября 1944).
В 1945 году демобилизован в звании старшего сержанта.
После демобилизации работал в г. Новокузнецк в Кинотеатре Коммунар (в 1947—1948), окончил металлургический техникум, на металлообрабатывающем заводе, КМК , ЗСМК.
Член КПСС с 1953 года.
Последние годы жил в посёлке Шишкин Лес Подольского района Московской области. С 1985 старший инженер при Комиссии Агропромышленного комплекса Совета Министров СССР (Московская область).
Указом Президента СССР от 5 мая 1990 года за мужество и героизм, проявленные в борьбе с немецко-фашистскими захватчиками в Великой Отечественной войне 1941—1945 годов, Лазареву Николаю Ивановичу присвоено звание Героя Советского Союза с вручением ордена Ленина (№ 460046) и медали «Золотая Звезда» (№ 11606).
Скончался в посёлке Шишкин Лес, похоронен в городе {{МестоЗахоронения|кладбище деревни Исаково|в шишкин Лесе|Подольский район Московской области. Сейчас Москва.

## Награды и звания
- Герой Советского Союза (1990);
- орден Ленина (1990);
- два ордена Отечественной войны 1-й степени (1945, 1985);
- орден Красной Звезды (1945);
- орден Славы III степени (16 ноября 1944);
- медали.

## Память
В селе Зилаир Зилаирского района Республики Башкортостан Герою Советского Союза Н. И. Лазареву посвящён один из стендов историко-краеведческого музея.